# Nicolò Oppicelli
 (juin 2023).
La mise en forme du texte ne suit pas les recommandations de Wikipédia : il faut le « wikifier ».
Les points d'amélioration suivants sont les cas les plus fréquents. Le détail des points à revoir est peut-être précisé sur la page de discussion.
- Les titres sont pré-formatés par le logiciel. Ils ne sont ni en capitales, ni en gras.
- Le texte ne doit pas être écrit en capitales (les noms de famille non plus), ni en gras, ni en italique, ni en « petit »…
- Le gras n'est utilisé que pour surligner le titre de l'article dans l'introduction, une seule fois.
- L'italique est rarement utilisé : mots en langue étrangère, titres d'œuvres, noms de bateaux, etc.
- Les citations ne sont pas en italique mais en corps de texte normal. Elles sont entourées par des guillemets français : « et ».
- Les listes à puces sont à éviter, des paragraphes rédigés étant largement préférés. Les tableaux sont à réserver à la présentation de données structurées (résultats, etc.).
- Les appels de note de bas de page (petits chiffres en exposant, introduits par l'outil «  Source ») sont à placer entre la fin de phrase et le point final[comme ça].
- Les liens internes (vers d'autres articles de Wikipédia) sont à choisir avec parcimonie. Créez des liens vers des articles approfondissant le sujet. Les termes génériques sans rapport avec le sujet sont à éviter, ainsi que les répétitions de liens vers un même terme.
- Les liens externes sont à placer uniquement dans une section « Liens externes », à la fin de l'article. Ces liens sont à choisir avec parcimonie suivant les règles définies. Si un lien sert de source à l'article, son insertion dans le texte est à faire par les notes de bas de page.
- La présentation des références doit suivre les conventions bibliographiques. Il est recommandé d'utiliser les modèles {{Ouvrage}}, {{Chapitre}}, {{Article}}, {{Lien web}} et/ou {{Bibliographie}}. Le mode d'édition visuel peut mettre en forme automatiquement les références.
- Insérer une infobox (cadre d'informations à droite) n'est pas obligatoire pour parachever la mise en page.

Pour une aide détaillée, merci de consulter Aide:Wikification.
Si vous pensez que ces points ont été résolus, vous pouvez retirer ce bandeau et améliorer la mise en forme d'un autre article.
 (juin 2023).
Nicolò Oppicelli, né le 11 mars 1987 à Gênes (Italie), est un mycologue, naturaliste et journaliste italien.

## Biographie
Chercheur en sciences naturelles, il se spécialise dans l'étude de la biodiversité des champignons présent en Italie et dans les régions françaises voisines (Provence-Alpes-Côte d'Azur, Hautes Alpes), en relation avec des projets liés à leur conservation. Mycologue, est l'auteur de divers articles scientifiques; depuis 2015 directeur de l'historique Exposition Nationale du Champignon du Ceva; conseiller national de l'Association mycologique Bresadola  et, depuis 2020, un invité et collaborateur régulier du programme à la télévision italienne Rai 3 Geo,.

## Curiosité
En 2015, il a contribué à la publication sur la création du nouveau genre de champignons Imperator, et la recombinaison des espèces qui y sont incluses, parmi lesquelles Imperator torosus, Imperator luteocupreus, Imperator rhodopurpureus.

## Principales publications
- 2011: Funghi per Tutti, vol. I & II (Erredi Grafiche, Gênes)
- 2012: Il manuale del cercatore di Funghi (Erredi Grafiche, Gênes)
- 2013: I funghi e i loro segreti (Erredi Grafiche, Gênes)
- 2019: Funghi e tartufi, dal bosco alla padella (264 pp; Erredi Grafiche, Gênes)
- 2020: Funghi in Italia, la Guida, 1ᵉ edition (592 pp; Erredi Grafiche, Gênes)
- 2023: 365 Funghi: dalla Terra al mi-cielo (432 pp; Erredi Grafiche, Gênes)
- 2024: Funghi in Italia, la Guida, 2ᵉ edition, (688 pp; Erredi Grafiche, Gênes)